# ولدتوون (مریلند)
ولدتوون (به انگلیسی: Oldtown) شهری در ایالت مریلند کشور ایالات متحده آمریکا است که جمعیت آن در سرشماری سال ۲۰۱۰ میلادی، ۸۶ نفر بوده‌است.